# Église Notre-Dame de Bonne-Espérance de Vilvorde
L'église Notre-Dame de Bonne-Espérance (en néerlandais : Dekanale kerk Onze-Lieve-Vrouw van Goede Hoop) est un édifice religieux catholique sis à Vilvorde, en Belgique. De style gothique, l'église décanale fut construite au XIVe et XVe siècles.

## Historique
L'église Notre-Dame est une église de style gothique bâtie aux XIVe et XVe siècles qui conserve, au nord, une sacristie du XIIIe siècle.
Le chœur et le transept furent édifiés par l'architecte Adam Gherijs.
L'église fait l'objet d'un classement au titre des monuments historiques depuis le 1er février 1937.

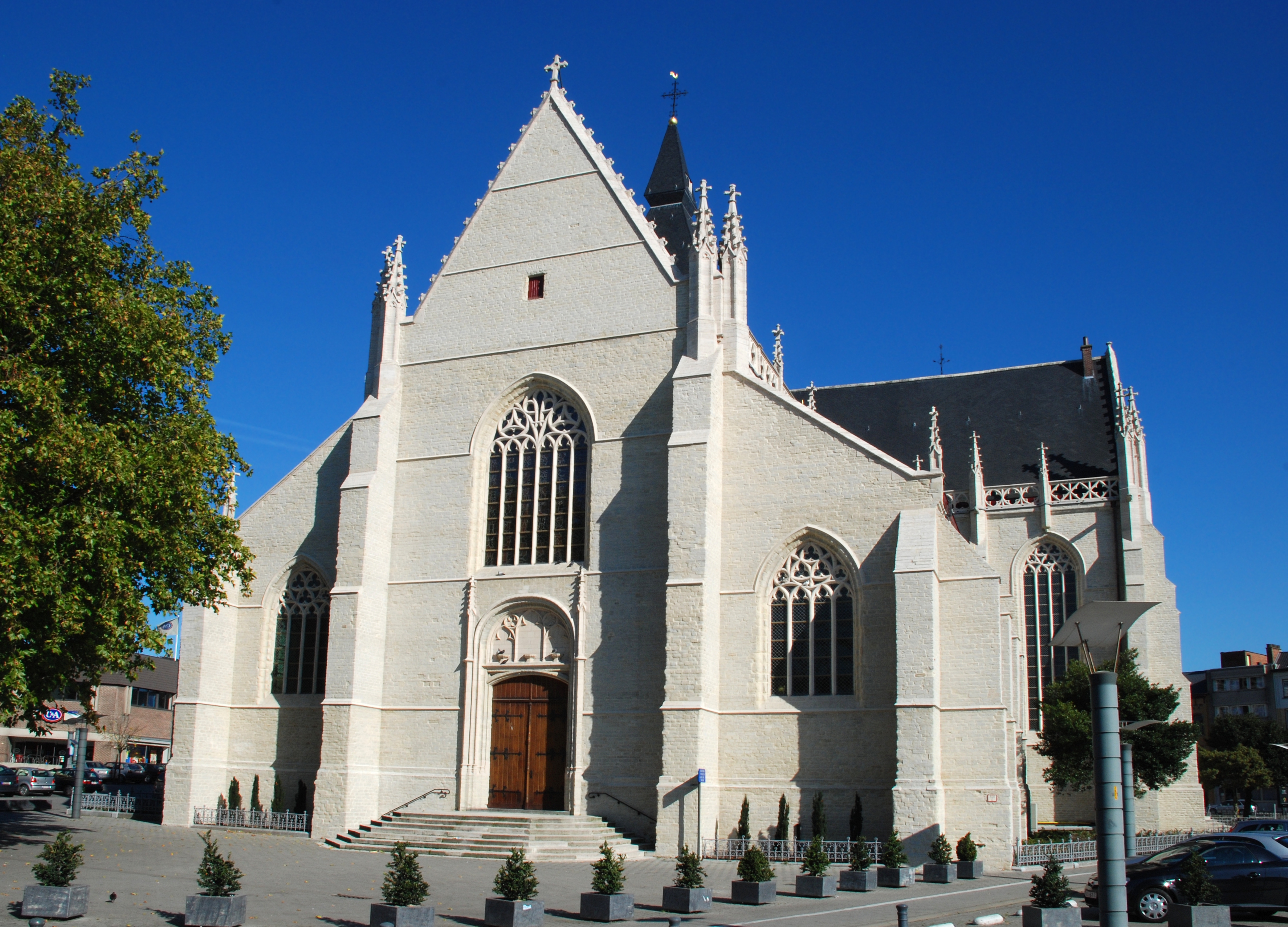
La façade occidentale

## Architecture

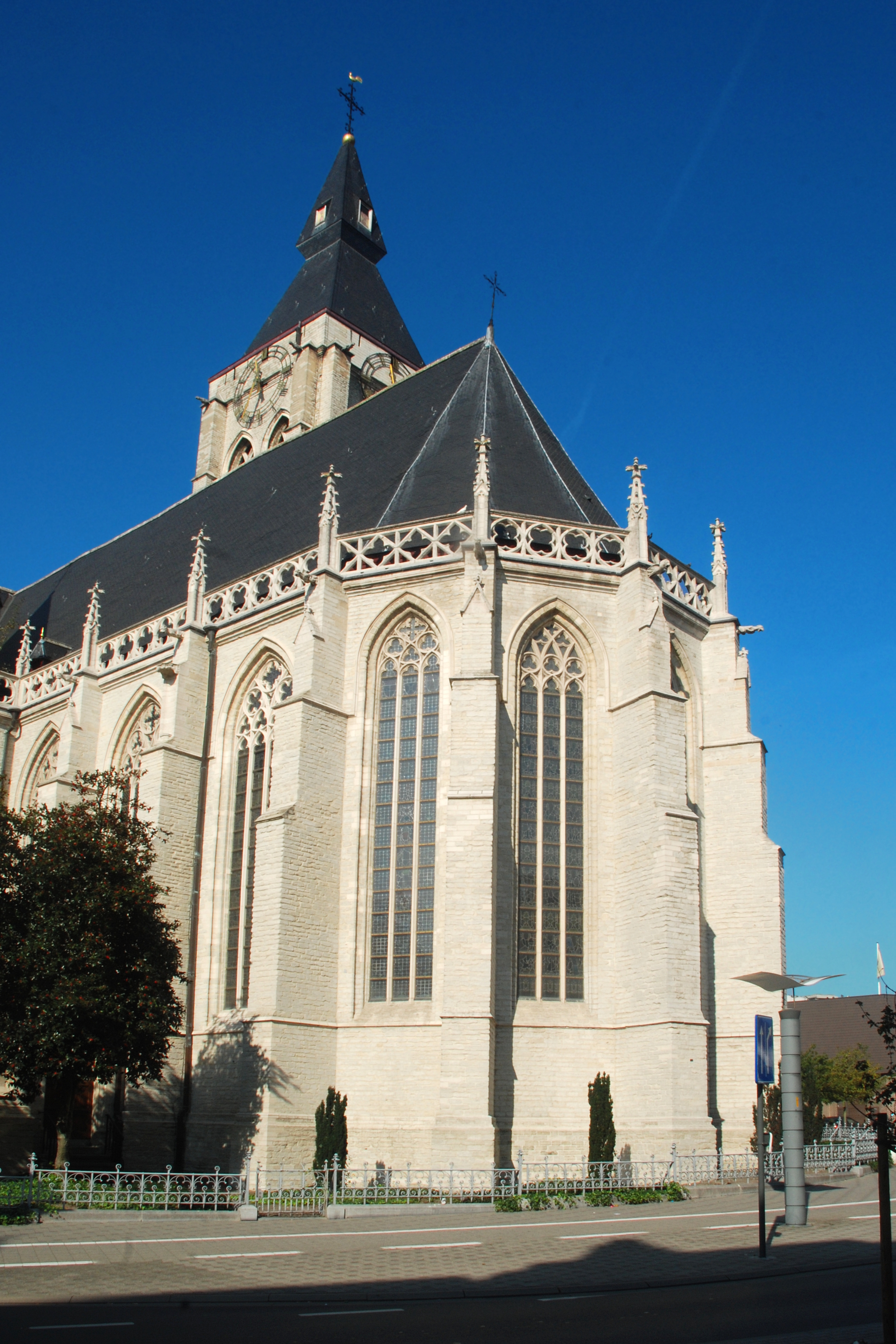
Le chevet

## Mobilier

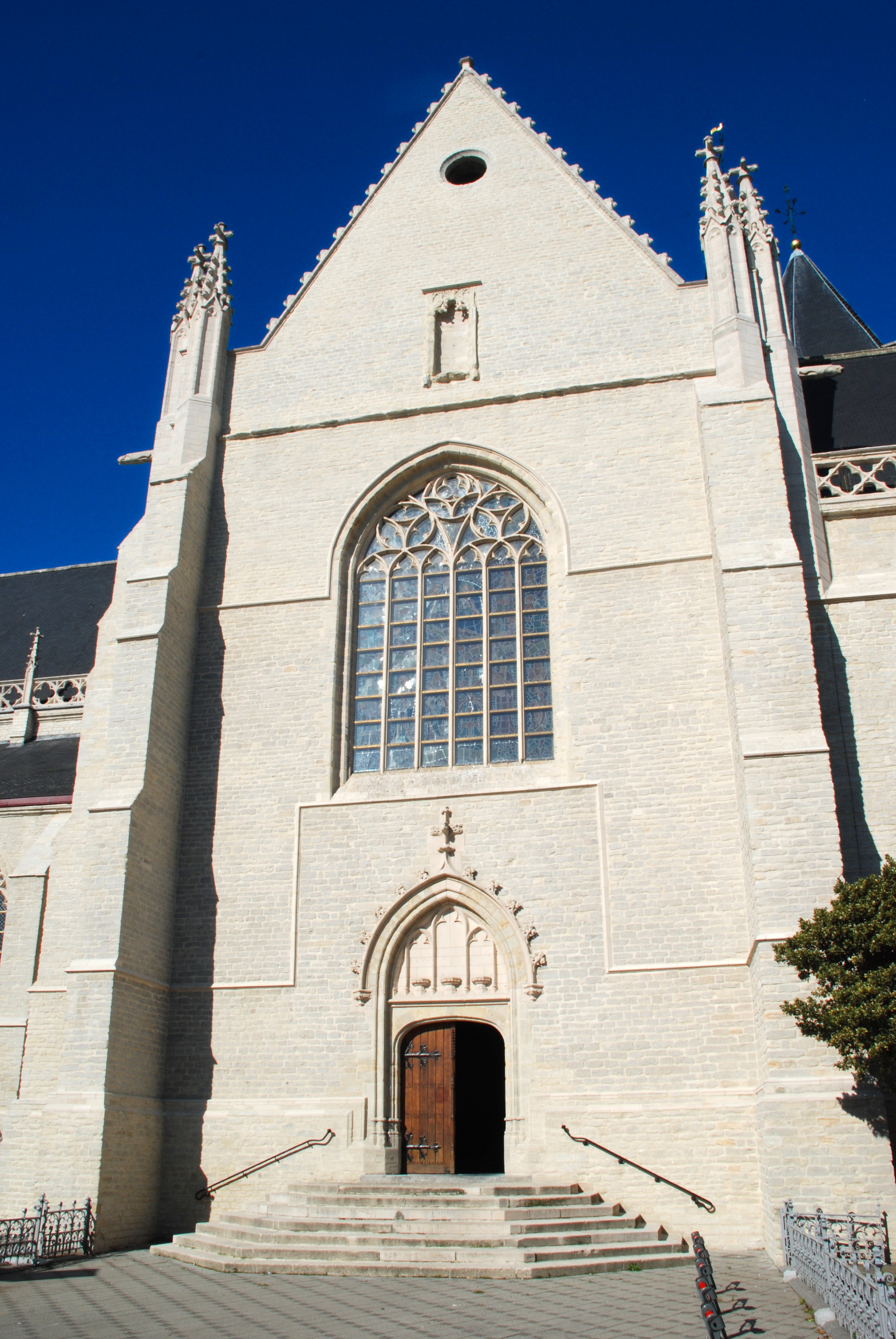
Le croisillon sud du transept

Les stalles baroques richement décorées qui ornent le chœur datent de 1663 : elles proviennent de l'ancien prieuré de Groenendael, démoli en 1787.

## Source
- (nl) Cet article est partiellement ou en totalité issu de l’article de Wikipédia en néerlandais intitulé « Onze-Lieve-Vrouw van Goede Hoop (Vilvoorde) » (voir la liste des auteurs).